# Bambusbrücke
Eine Bambusbrücke ist eine aus Bambus gebaute Brücke, die in der Regel ein Gewässer überquert. Ihre Bauformen reichen von einfachsten Stegen bis zu Fußgängerbrücken über Flüssen mit Spannweiten um die 40 m, die auch von Leichtmotorrädern und gelegentlich von Pkws befahren werden. Bambusbrücken kommen, wie ihr Material, seit alters her vorwiegend in den regenreichen Regionen Südostasiens, Indiens und in Bangladesch vor. Moderne Versionen wurden in Kolumbien errichtet.

## Stege und Brücken
Eine Bambusbrücke kann aus ein oder mehreren, über einen Graben gelegten Bambusrohren bestehen.
Die einfachste Form einer gebauten Bambusbrücke besteht aus einer Reihe von kreuzweise in den Untergrund gesteckten und miteinander verbundenen Bambusrohren, über die einige Bambusrohre als Gehweg gelegt sind. Die an einer Seite bis in Hüfthöhe aufragenden Rohre sind mit einem leichten Rohr als Geländer verbunden. Diese Stege kommen nur in seichten Gewässern ohne besondere Strömung und mit weichem Untergrund vor.
Stabilere Brücken sind nach dem Prinzip der Jochbrücke mit vertikalen Pfahlpaaren gebaut mit schrägen Stützen zur Sicherung gegen den Wind und die Strömung. In der Längslinie verlegte Bambusrohre dienen als Gehweg. Bei breiteren und komfortableren Ausführungen ist der Gehweg mit einer Bambusmatte abgedeckt. Brücken mit einer ausreichenden Zahl von Bambuspfählen und diagonalen Verstärkungen dienen auch dem Verkehr mit den landesüblichen leichten Motorrädern und werden sogar gelegentlich von Pkws befahren.
Die Bambusbrücke Kampong Cham in Kambodscha gilt mit einer Länge von ca. 940 m als die längste. Sie wird jedes Jahr vor dem Monsunhochwasser des Mekong abgebaut und anschließend wieder aufgebaut.

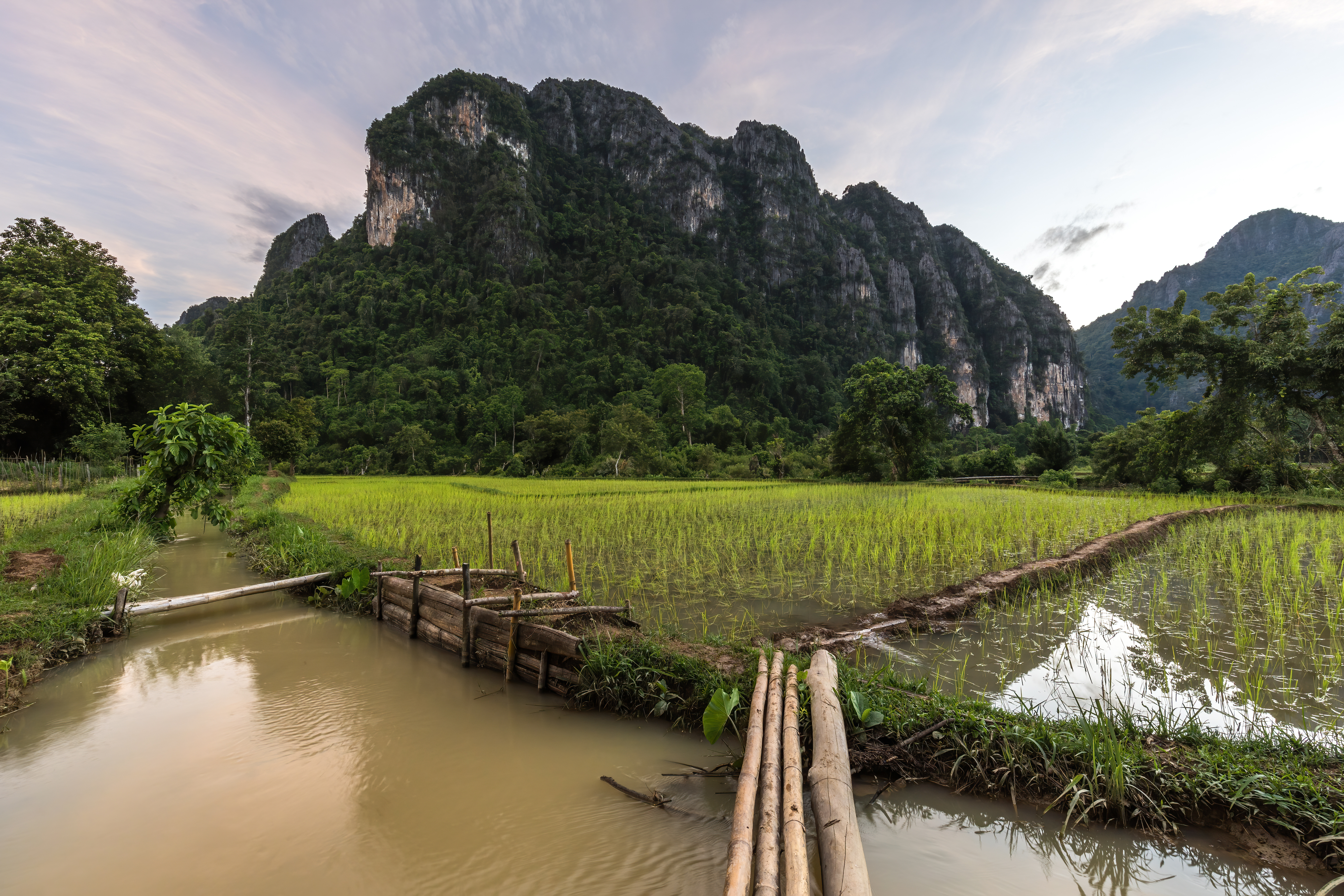
Bambusstege zwischen Reisfeldern, Vietnam
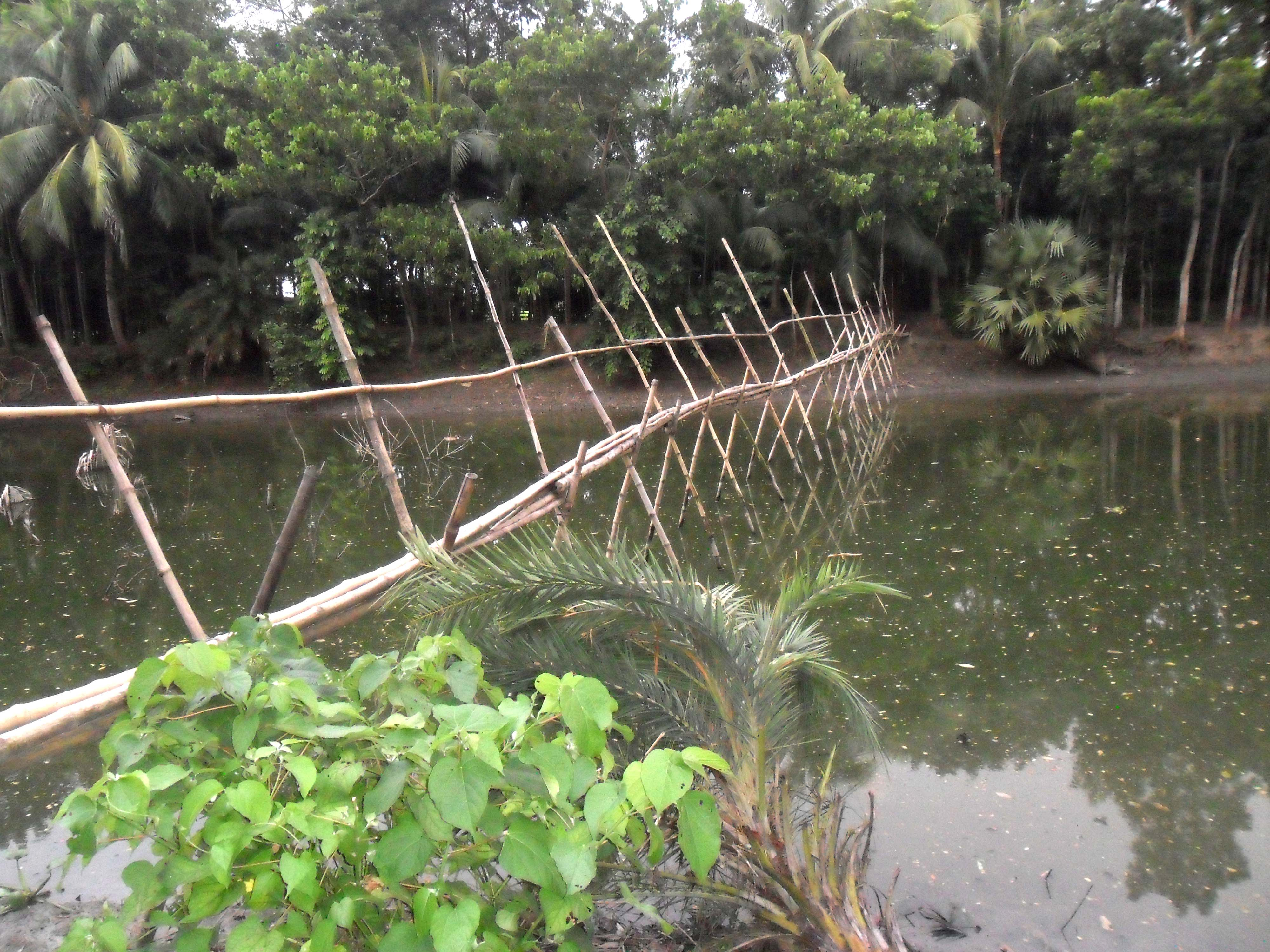
Einfache Bambusbrücke, Bangladesch
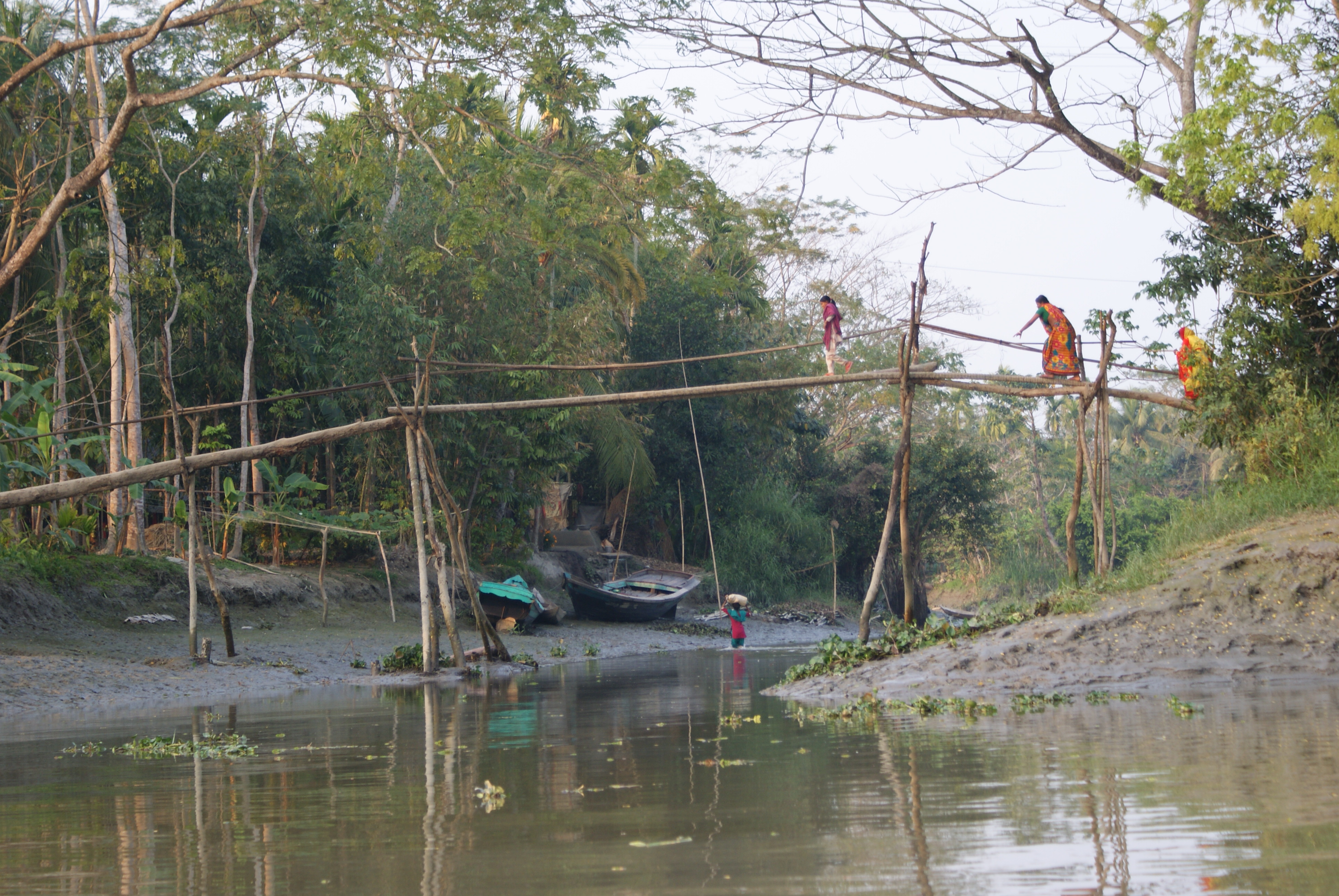
Hohe Bambusbrücke, Bangladesch
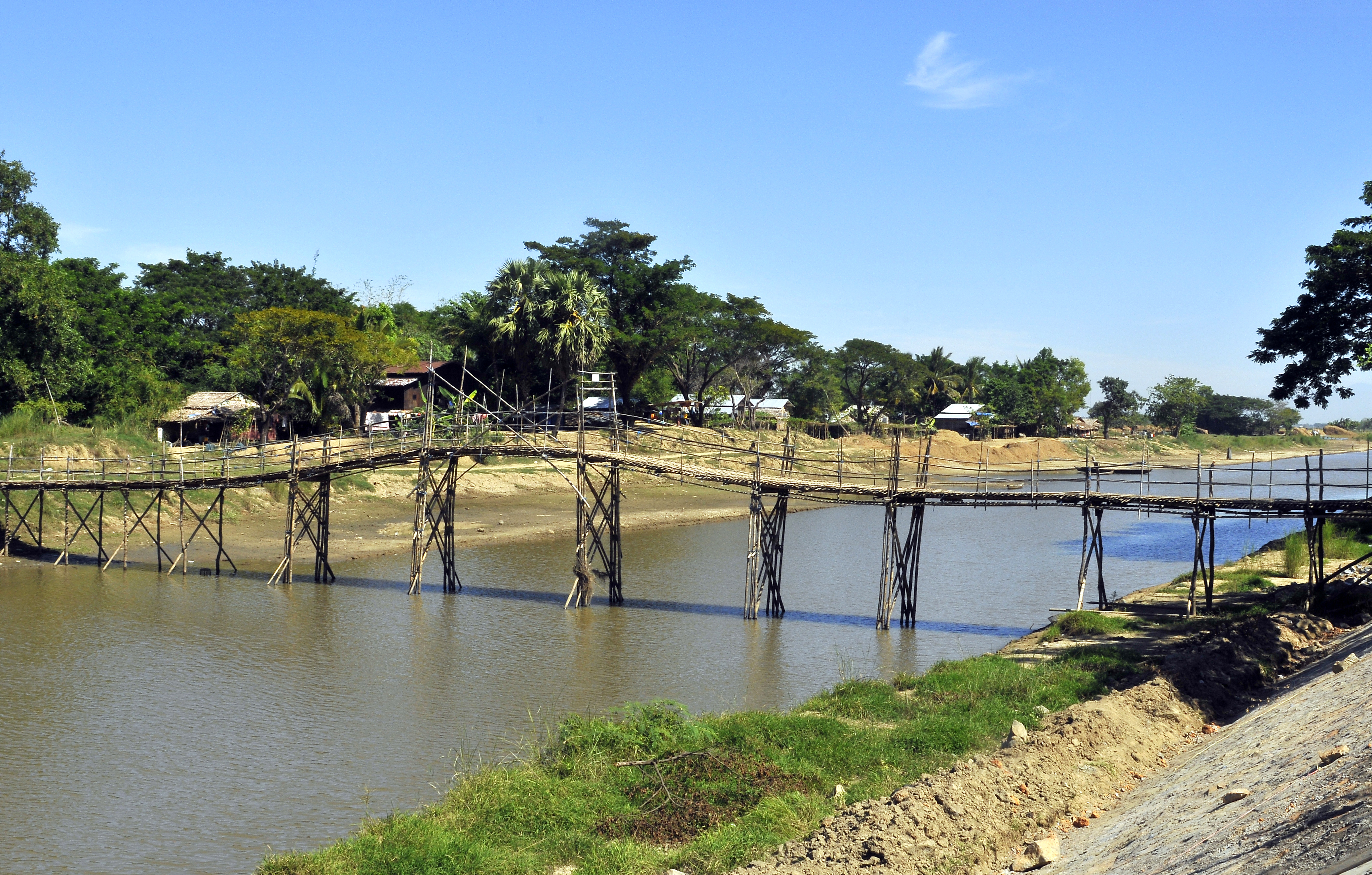
Brücke in der Bago-Region, Myanmar
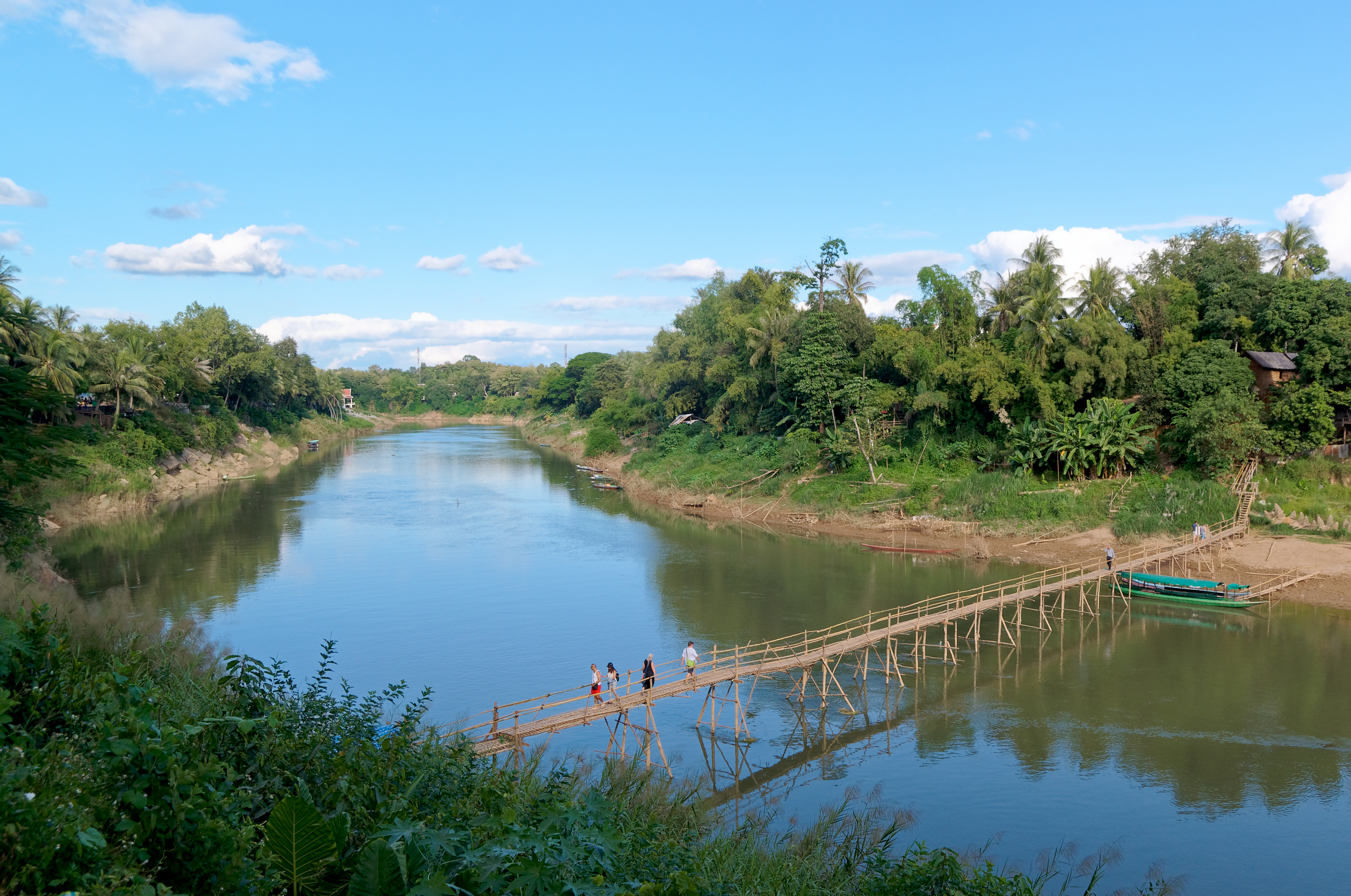
Brücke über den Nam Khan bei Luang Prabang, Laos
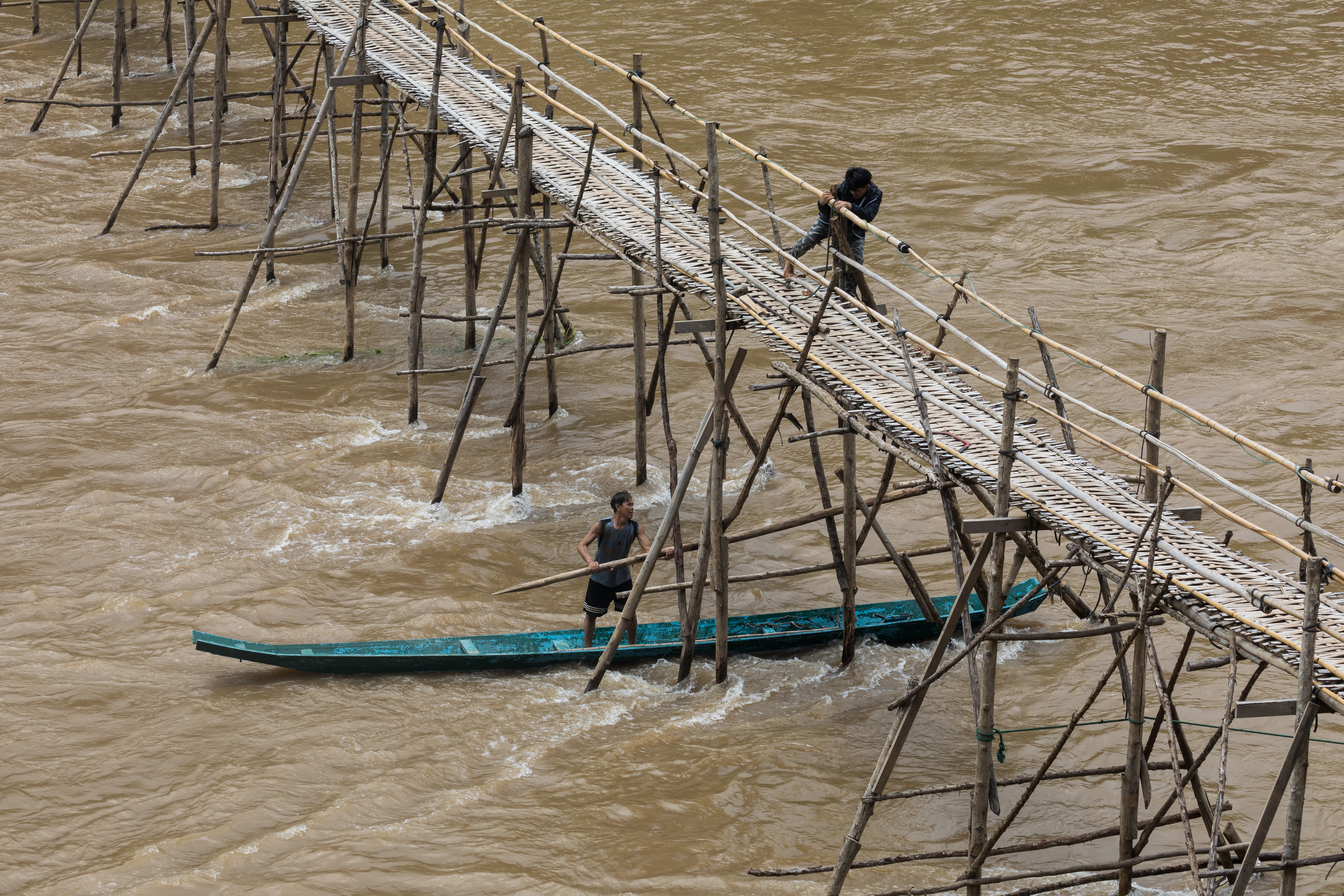
Pfahljochbrücke in stärkerer Strömung mit Wartungsarbeitern, Laos
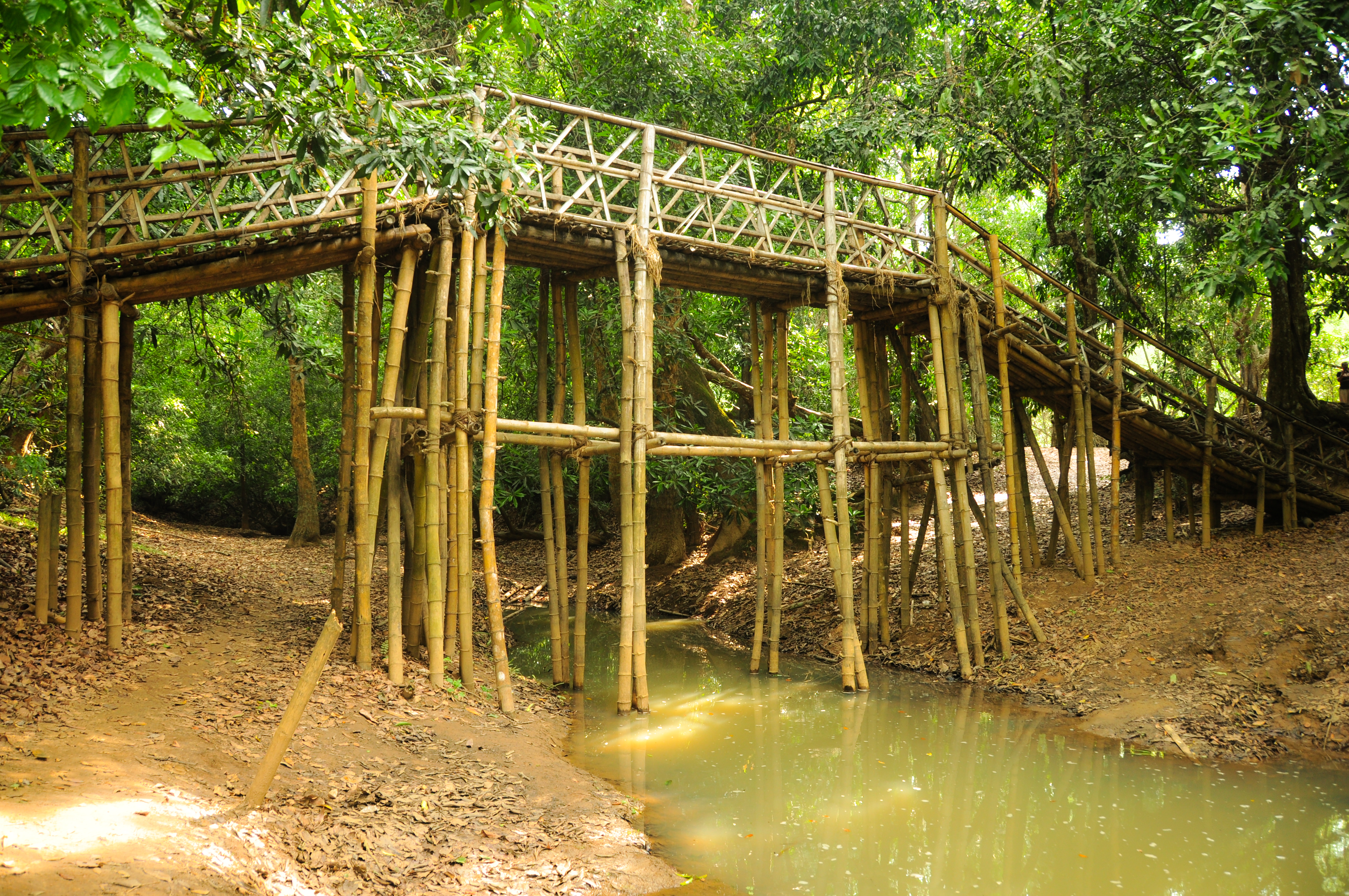
Brücke zur Insel Kuruva im Kabini River, Indien
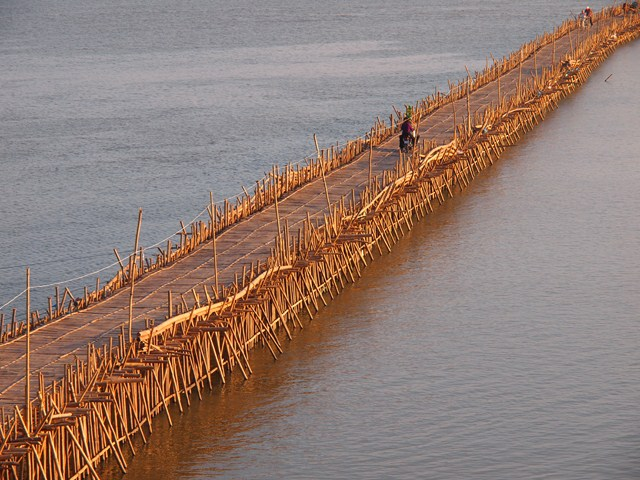
Brücke Kampong Cham, Kambodscha

## Historische Brücken in Indonesien
Im damaligen Niederländisch-Indien wurden am Ende des 19. und Anfang des 20. Jahrhunderts eine Reihe von Bambusbrücken gebaut, die in der Fotosammlung des Tropenmuseums in Amsterdam zu sehen sind. Die Brücken wurden in den traditionellen Verfahren gebaut, zeigen aber einige westliche Einflüsse. Man kann Sprengwerke, Bogenbrücken, Hängebrücken und frühe Schrägseilbrücken erkennen.

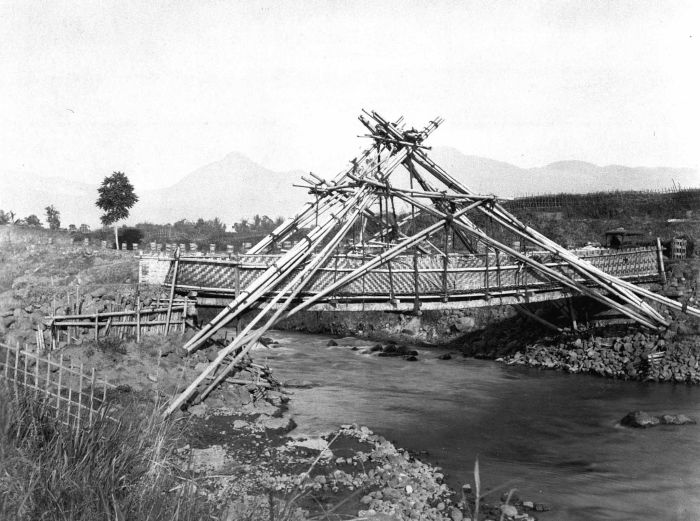
Sprengwerkbrücke
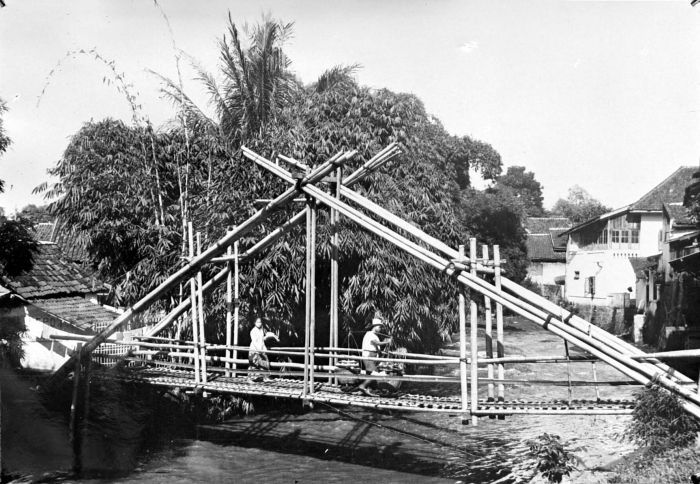
Brücke bei Bandung
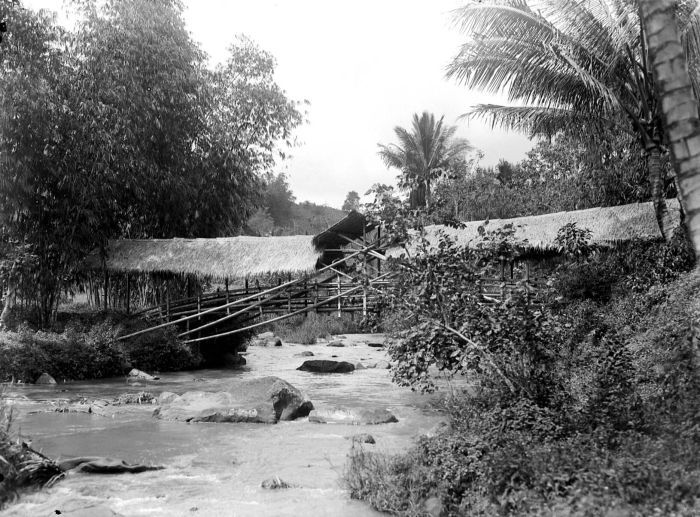
Gedeckte Sprengwerkbrücke in Westjava
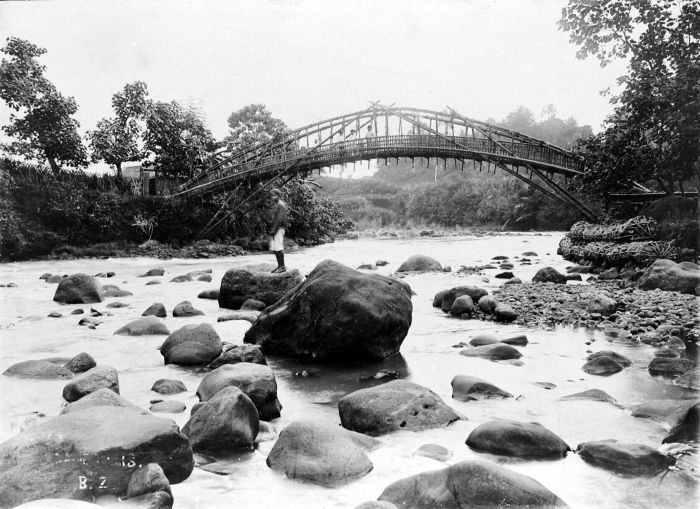
Bogenbrücke mit Sprengwerk bei Batutulis
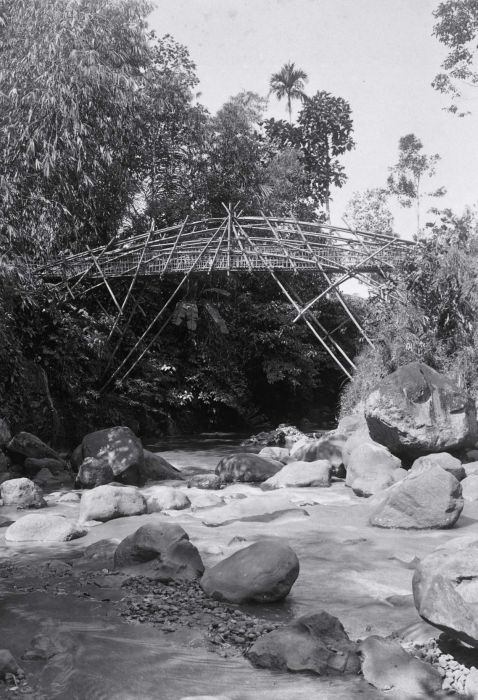
Brücke bei Bogor in Westjava
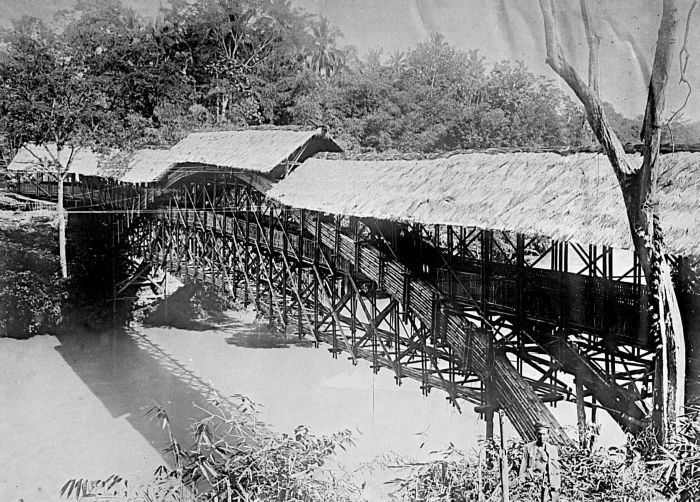
Bogenbrücke über den Cisokan in Westjava
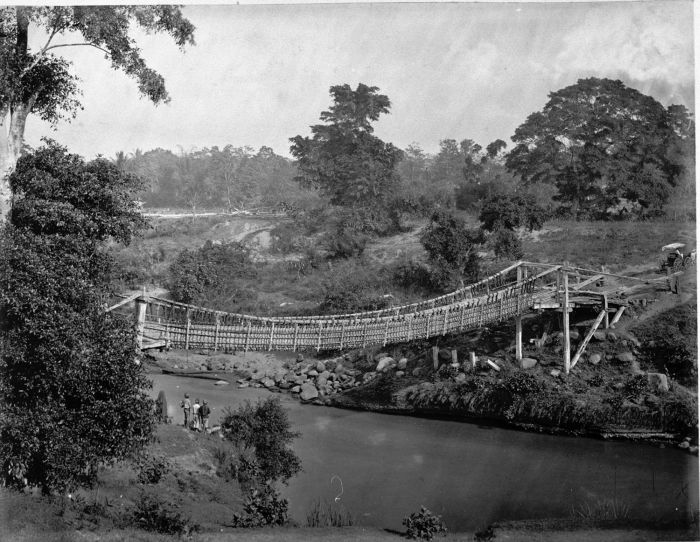
Hängebrücke bei Blitar
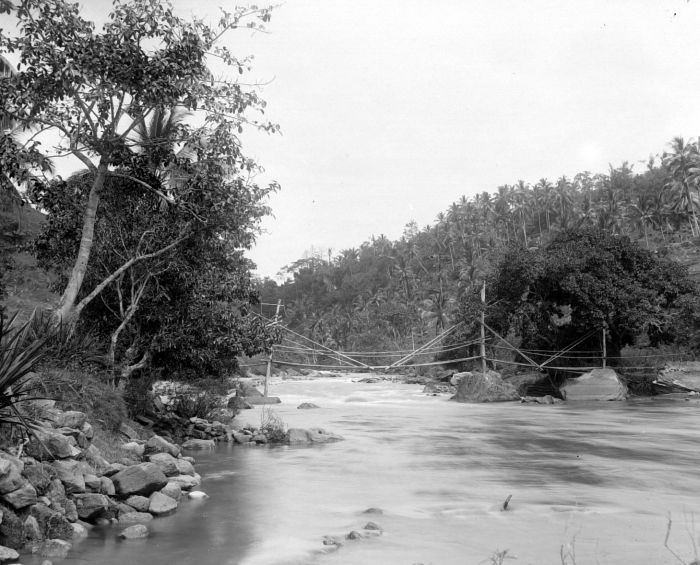
Schrägseilbrücke über den Ombilin in West-Sumatra
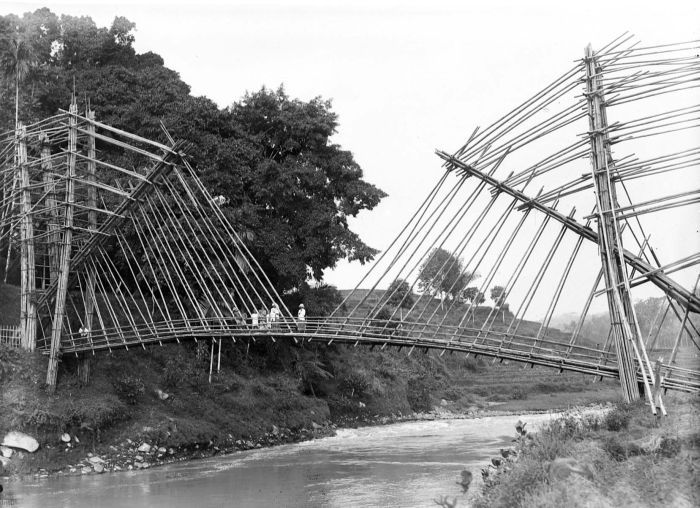
Schrägseilbrücke über den Serayu bei Wonosobo

## Moderne Bambusbrücken
Nachdem ein Erdbeben in Kolumbien 1994 ein Schlammlawine ausgelöst hatte, die 1000 Todesopfer forderte und große Zerstörungen anrichtete, baute Jörg Schramm dort als eine Hilfsmaßnahme die Brücke von Coquiyo, eine gedeckte Sprengwerksbrücke aus örtlich vorhandenem Bambus, bei deren Entwurf er sich von den Ideen des Schweizer Bau- und Zimmermeister Johannes Grubenmann leiten ließ.
In den folgenden Jahren baute er fünf ähnliche Brücken und 2000 im Rahmen eines Workshops an der Universität von Pereira eine 40 m überspannende Fußgängerbrücke über eine zweispurige Autostraße sowie 2001 eine 52 m weite Fußgängerbrücke in Pereira, die auch von einzelnen Pkw überquert werden kann. Um den heutigen technischen Anforderungen zu genügen, wurden dazu an der RWTH Aachen die statischen Berechnungen durchgeführt.
Als Weiterentwicklung entstand bei diesen Brückenbauten stabverleimtes Bambus, das höhere Festigkeitswerte als einfaches Bambus hat und als Träger oder Platten eingesetzt werden kann.
Bei der zweiten Bamboo Biennale im Oktober 2016 in Solo, Zentral-Java, wurde eine 18 m weite gedeckte Fußgängerbrücke über den Kali Pepe vorgestellt.
Weltweit beliebt sind kleine Bambusbrücken über Gartenteiche, die z. B. in Baumärkten angeboten werden.